# Питри, Хильда
Хи́льда Мэ́ри Изабе́ль Пи́три, урождённая У́рлин (англ. Hilda Mary Isabel Petrie, nee Urlin; 8 июня 1871, Дублин — 23 ноября 1956, Лондон) — английский археолог и иллюстратор, супруга основателя систематической египтологии Флиндерса Питри, мать математика Джона Питри.
Младшая дочь английского юриста, прослужившего четверть века в Ирландии. Не получила школьного образования, посещала занятия в Королевском женском колледже, проявив способности к рисованию и естественным наукам. Благодаря художнику Генри Холидею, для которого позировала, познакомилась и вышла замуж за Флиндерса Питри, с тех пор неизменно сопровождая его во всех экспедициях; с 1904 года иногда руководила раскопками самостоятельно. В 1905—1923 годах работала секретарём Британской археологической школы в Египте, главой которой являлся её муж, осуществляя привлечение средств потенциальных спонсоров. В 1933 году после отставки супруга переселилась вместе с ним в Иерусалим, где Флиндерс Питри скончался и был похоронен. В 1947 году вернулась к дочери в Лондон, до 1953 года осуществляя издание неопубликованных археологических отчётов Флиндерса Питри. После некоторого периода забвения вклад леди Питри (как она титуловалась с 1923 года) неизменно подчёркивается историками британской археологии.

## Ранние годы (1871—1896)

### Становление. Художественный мир
Хильда Мэри Изабель — пятый и последний ребёнок юриста Ричарда Урлина (1830—1907) и его жены Мэри Элизабет, урождённой Аддис (1832—1922), у которых рождались только дочери. Старшая из них — Лилиан — умерла в младенчестве; Этель опубликовала книги об истории их семейства и истории танцевального искусства; проявлявшая бунтарские наклонности Мод рано ушла из дома, вышла замуж за оксфордского профессора Питерса; Эми, шестью годами старше Хильды, посвятила себя благотворительности и не выходила замуж. Хильда появилась на свет в Дублине, где её отец служил судебным чиновником. После выхода в отставку (Хильде исполнилось тогда четыре года) Урлины поселились в семейной усадьбе в Растингтоне в Суссексе, построенной дедом Аддисом (он передал её Мэри в единоличное владение), а зиму проводили в лондонском доме в Кенсингтоне. Р. Урлин не оставил общественной деятельности, опубликовал несколько книг, стал приходским старостой и инспектором школы-интерната. Отец и мать нередко выезжали в Европу, беря с собой ту или иную дочь. У Хильды не осталось воспоминаний о раннем детстве, к восьми годам она предпочитала общаться с мальчишками и сочиняла небольшие рассказы; городская жизнь её явно тяготила, хотя только в Лондоне можно было посещать музеи и театры. Подругой детства Хильды была Филиппа Фосетт, чья мать являлась известной деятельницей суфражистского движения. Родители не стали отправлять младшую дочь в школу, и Хильда воспитывалась в небольшой группе детей при церковном приходе, проявляя «всеядность» в чтении, собирала гербарий и интересовалась геологией, готической архитектурой и церковными древностями. Младшая мисс Урлин ездила на велосипеде и занималась спортом. В Лондоне она посещала Королевский женский колледж, записалась на курс геологии, который предполагал полевую практику, и занималась научной иллюстрацией. Особенно ей удавались ботанические образцы и орнаменты.

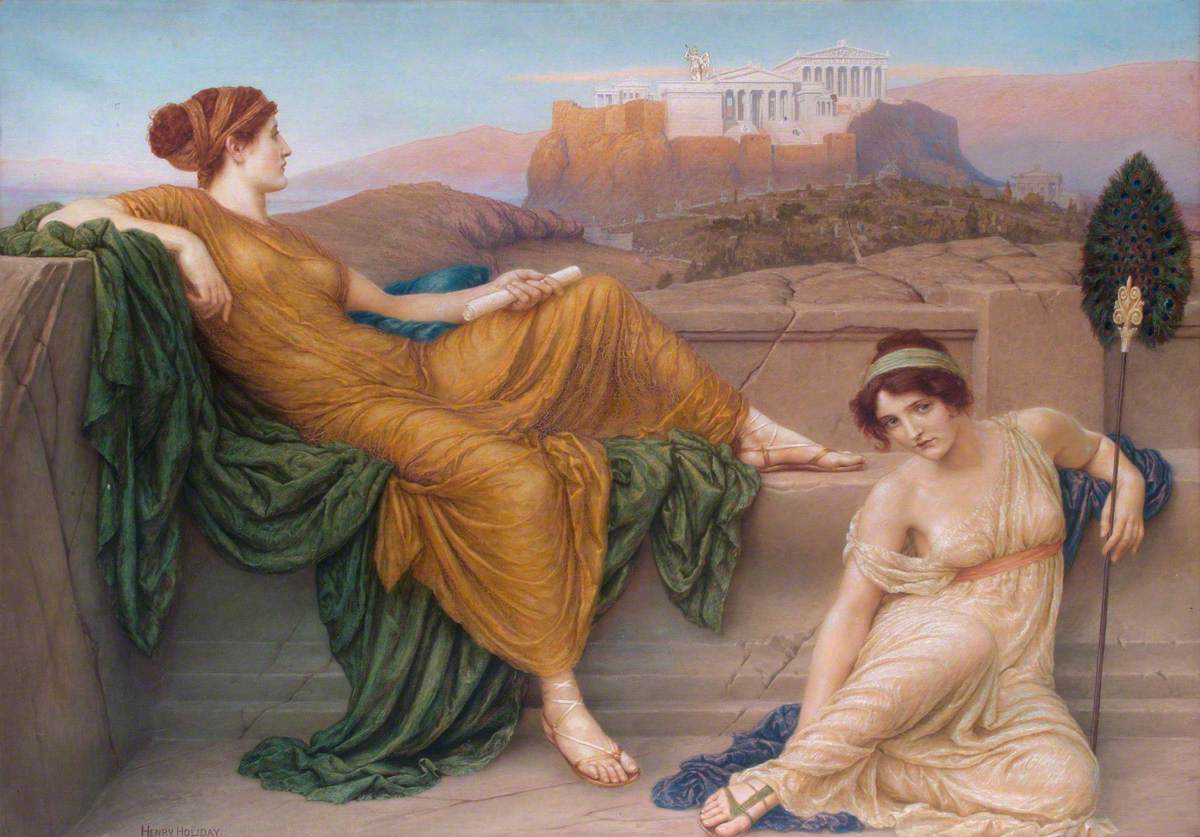
Аспазия на Пниксе. Картина Генри Холидея 1888 года

Другом семьи являлся художник-прерафаэлит Генри Холидей, который, по-видимому, сыграл в определении интересов Хильды решающую роль. Когда ей исполнилось 18 лет, Холидей избрал её для позирования на своём новом полотне — «Аспазия на Пниксе». По замыслу, возлюбленная Перикла возлежит, созерцая только что отстроенные храмы на Акрополе, а её прислужница сидит у ног гетеры с павлиньим опахалом. Моделью для Аспазии послужила аристократка мисс Кэтлин Дуглас-Пеннант, будущая леди Фалмут, которая «любезно подарила» художнику несколько сеансов позирования. Сохранился и подготовительный рисунок с лицом Хильды, на котором стоят и подпись художника, и имя модели. Во время работы над картиной её сопровождали старшие сёстры. Художник сам заявлял, что мисс Урлин являлась «идеальным типом современной женской красоты» для того, чтобы оттенить образ Аспазии. Соответствовала она и прерафаэлитскому идеалу внешности: рыжеватые волосы, синие глаза и «лицо в форме сердечка». Исследовательница Анна Гарнетт установила, что именно Холидей питал давний интерес к Древнему Египту, посетил «Египетский дворик» Хрустального дворца при его открытии в 1851 году. Художник выписывал журнал Общества исследования Египта, иногда внося подписную плату сразу на несколько лет вперёд, а также пожертвовал средства на раскопки в Дейр-эль-Бахри. В его библиотеке было не менее 170 томов специальной египтологической литературы. В Египте Холидей побывал дважды: в 1872 и 1906 годах, во второй раз — по приглашению директора Королевского музея Онтарио. В подготовительных альбомах сохранились зарисовки египетских рельефов из Британского музея; египетские профили и костюмы явно отразились на холидеевских прорисовках для изготовления витражей.

### Знакомство с Флиндерсом Питри

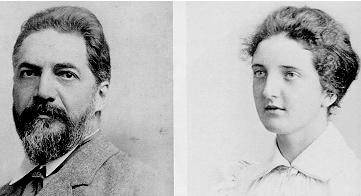
Флиндерс Питри и Хильда Урлин в год их венчания

В марте 1895 года к Генри Холидею обратился профессор египтологии Университетского колледжа Флиндерс Питри, которому требовался художник-иллюстратор для монографии о египетском костюме. Ознакомившись с рукописью, художник предложил кандидатуру Хильды Урлин, которой предстояло отыскать все изображения, упомянутые в примечаниях, и сделать их прорисовки. Эта работа заняла несколько недель. Хильда произвела на 42-летнего профессора большое впечатление, и с осени он стал приглашать её на разные мероприятия, однажды они вместе ходили в Британский музей. Мисс Урлин сообщила Питри, что её мечтой является накопить к сорокалетию достаточно денег, чтобы поехать в Египет. Этот разговор Флиндерс Питри затем считал поворотным в их отношениях. Учёный, до того ведший монашеский образ жизни, решил жениться на Хильде, о чём написал в дневнике: он повстречал женщину, способную разделить его жизнь археолога. Уезжая на раскопки в ноябре, он передал Х. Урлин ключи от своего кабинета в Колледже, дав список литературы и задание зарисовать скарабеев из коллекции. На Рождество Флиндерс прислал Хильде посылку с книгами, но она отвергла подарок как слишком дорогой, оставив только маленький томик стоических философов. Впрочем, в январе и феврале 1896 года переписка продолжалась. Хильда старалась выполнять поручения Питри, хотя сама в это время занималась хоровым пением и посещала лекции по греческому языку и спецкурс по Данте с чтениями «Новой жизни» в оригинале. После возвращения Питри в марте они долго не виделись, ибо Хильда болела гриппом, а в мае перенесла корь; дневниковые записи Флиндерса полны отчаяния, ибо он уверился, что Хильда не воспринимает его как объект романтических устремлений. Из письма 29 июля 1896 года следует, что Питри, видимо, сообщил мисс Урлин о своих чувствах и получил отказ. Летом она находилась в Дублине, а затем на острове Мэн; Флиндерс бомбардировал Хильду «отчаянными» по тону письмами. Миссис Урлин, ознакомившись с их перепиской, посоветовала Хильде, чтобы её поклонник снял жильё в Суссексе где-нибудь неподалёку, чтобы укрепить знакомство и составить мнение о нём как о человеке. В первое воскресенье августа Питри встретил Хильду возле церкви в Растингтоне, и далее они общались ежедневно. Через десять дней в доме Урлинов прошло официальное объяснение, и предложение о браке было принято; археолог поладил с родителями Хильды и её сёстрами. Напротив, у отца Флиндерса женитьба сына не вызвала никакого энтузиазма.
В следующие три месяца Флиндерс и Хильда переписывались практически ежедневно, обсуждая в том числе практические стороны совместной жизни в археологической экспедиции. Питри выбирался в Растингтон по воскресеньям, кроме того, его кузен-юрист Роберт Хенсли помог оформить завещание в пользу невесты. В качестве свадебного подарка были приобретены «Ботаника» Сауэрби и двухтомник по декоративным бронзам («чтобы она продолжала собственные интересы»); прилагались также древнеегипетский браслет и два ожерелья. Питри заказал билеты на Александрию и купил для нужд будущей жены плетёный сундук для одежды, шезлонг и дорожную сумку. Венчание прошло в восемь часов утра 29 ноября 1896 года в церкви Аббатства Богородицы в Кенсингтоне, после чего супруги отправились на раскопки в Египет, пропустив даже праздничный ланч. Семейство Урлинов собралось в полном составе, сторону Питри представлял лишь его давний друг археолог Флаксман Сперрелл.

## Замужество (1896—1942)

### Первый год совместной жизни

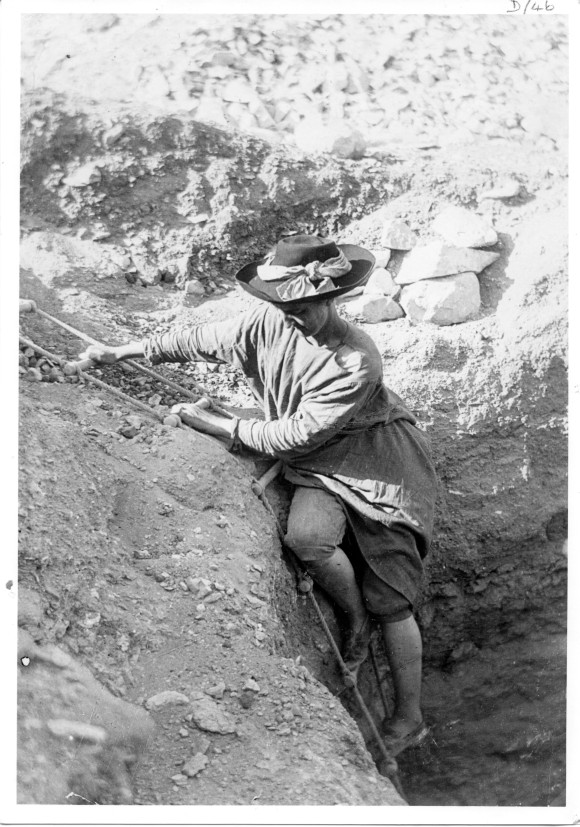
Хильда Питри спускается в раскоп

Медовый месяц начался едва ли удачно: из-за сильного шторма паром вернулся в Дувр, в Кале прибыли с опозданием на сутки. В Париже молодожёны, впрочем, успели попасть в Лувр, а дальше двигались с лихорадочной поспешностью. Поезд на Марсель оказался переполнен, значительную часть 13-часовой ночной поездки пришлось стоять в коридоре. Чтобы подбодрить жену, Флиндерс повёз её на трамвае осматривать Château Borély. Морской переход (прямой рейс до Александрии на пароходе «Сенегал») оказался тяжёлым из-за штормов; Питри лежал пластом на койке и ничего не ел. Хильда, напротив, с удовольствием ходила в столовую, когда наступало время трапезы. «Помпееву колонну» завидели в среду, 2 декабря 1896 года. Египет понравился сразу, и Хильда писала подруге Элизабет Орм, что «„Тысяча и одна ночь“ обрушилась на нас… во всём своём диком богатстве». В Гизе Хильда поднялась на вершину пирамиды Микерина (и опознала картуш с его именем). Презрев викторианские условности, миссис Питри скинула юбку, чтобы карабкаться по камням; как и её муж, она разделась, когда пришло время пробираться душными внутренними галереями до погребальной камеры. Далее они должны были отправиться в Дендеру, где начались раскопки. Ожидание разрешения от Службы древностей заняло 10 дней, Хильду приняла миссис Грант и другие каирские друзья Флиндерса. Сам Питри более всего радовался, что на блошином рынке в Фустате Хильда без его советов отыскала расшитые одежды примерно XII века. 16 декабря они отправились на раскопки и на 30 часов застряли в Наг-Хаммади, где пришлось заночевать во дворе винной лавки под звёздами; у Питри были с собой четыре пледа и остатки еды из поезда. Наутро супруги и эпиграфист Дэвис наняли грязную лодку, использовавшуюся прежде для перевозки угля, которая застряла на стремнине Нила в полный штиль. Только после долгих проволо́чек в два часа ночи 19 декабря они добрались до археологического лагеря, где их заждался Артур Мэйс; в последующем фольклоре британских археологов эти события получили название «медового месяца на угольной барже». По выражению биографа Маргарет Дроуэр, «Хильда скользнула в жизнь археологической экспедиции, как утка — в воду».
Флиндерс Питри, в отличие от среднестатистического викторианского мужа, не требовал, чтобы Хильда занималась бытом (в том числе и во время раскопок): в лагере готовил постоянный повар Мухаммед Осман, он же надзирал за водоносами, подвозящими нильскую воду, которую приходилось отстаивать и кипятить. Хлеб поставляли феллахи из ближайшей деревни, а основу рациона всегда составляли консервы. Хильда спокойно относилась к бытовому неустройству, к тому же в семье и в церковном приходе её никогда не учили ни готовить, ни шить. Позднее друзья удивлялись, что образ жизни Питри никак не изменился после женитьбы: он лично пришивал оторвавшиеся пуговицы и штопал носки (или ходил в рваных). У каждого участника команды была саманная хижина, земляной пол в которой застилался циновкой; такая же циновка служила дверью. В хижине-столовой стол подвешивался к крыше на блоках, как на флоте. Хильду забавляло, что «предметы домашнего обихода, кажущиеся совершенно необходимыми, вдруг предстают ненужными, и жизнь упрощается во сто крат». Взамен бытовых обязанностей Хильда тут же занялась сортировкой сотен мельчайших предметов, отсеиваемых из отвалов, помогала чертить планы раскопок и гробниц и каталогизировать объекты. Начатые раскопки открыли туннели, полные мумий животных — кошек, газелей, птиц и змей. После очистки в этих катакомбах поселили феллахов-копачей из Куфа. Далее открыли кирпичные гробницы номархов VI династии с древнейшими из обнаруженных кирпичными сводами. Хильда решительно отвергла платья и обрядилась в шаровары, легко проходя с Флиндерсом по 15 миль в разведывательных вылазках. Так они обнаружили мастерскую каменотёса эпохи неолита и даже палеолитические орудия. В январе 1897 года Хильда заболела и температурила почти месяц; за это время она прогрессировала в арабском языке и научилась обращаться с секстантом. Вскоре в мастабе Беба был обнаружен саркофаг с надписью в 20 000 иероглифов. Хильда и Флиндерс занялись копированием, но не могли зарисовывать более двух сотен за день, иногда приходилось укладываться на землю, чтобы рассмотреть знаки. На праздник Курбан-байрам, когда рабочие-мусульмане занимались религиозными и семейными обязанностями, Хильда и Флиндерс отправились в четырёхдневное путешествие. Супругам посулили богатую гробницу; на поверку она оказалась кельей христианского отшельника, исписанной коптскими граффити. После завершения раскопок Питри добрались до Каира за ночь: той же зимой железную дорогу протянули до Луксора. Мэйс остался ещё на месяц упаковывать находки. Сезон оказался прибыльным во всех отношениях: были открыты неизвестные ранее достижения египетских архитекторов, обнаружены гробницы Первого переходного периода и удалось собрать множество эффектных фаянсовых и стеклянных ваз, которые охотно покупали коллекционеры и музеи. Домой Флиндерс и Хильда возвращались через Неаполь, Помпеи и Рим.
В Лондоне мистер и миссис Питри обосновались на холостяцкой квартире Флиндерса в Лили Лодж, где от жены по-прежнему не требовалось соблюдать роль домохозяйки. Впрочем, поздне́е, в 1898 году, супруги перебрались в пансион на Хит-роуд в Хампстеде. Когда Питри погрузился в преподавание в Университетском колледже, Хильда отправилась к родителям. В июне 1897 года прошла первая для Хильды летняя выставка археологических предметов, на которой коллега Питри Квибелл представил сенсационные находки, в первую очередь палетку Нармера. После окончания отпуска Хильда стала помогать мужу в департаменте египтологии Университетского колледжа, сначала — как редактор и корректор его рукописей, поскольку Флиндерс тяготел к «телеграфному стилю». Также именно Хильда стала писать отчёты для Общества исследования Египта — и занималась этим следующие сорок лет.

### Абидос, Мемфис и Британская археологическая школа
В сезон 1898 года на Рамадан Питри возил жену в Луксор показывать Долину Царей и прочие древности; тогда они раскапывали доисторические стоянки в Дендере, явно имевшие отношение к Негаде. В ноябре, когда супругов пригласил в Дублин лорд Бальфур, Флиндерс настолько измучился от морской болезни, что был не в состоянии читать публичных лекций, и его с успехом заменила Хильда, которая также уверенно обращалась с волшебным фонарём. В дальнейшем она активно сотрудничала с женскими клубами и обществами, увеличивая подписку на издания Университетского колледжа и список жертвователей на следующие раскопки. Начиная с 1899 года, Питри взял концессию в Абидосе, который считался бесперспективной площадкой, изрытой охотниками за сокровищами и себахинами (сборщиками органических удобрений из мумий и папирусов). Объём денежного фонда позволял платить щедрый бакшиш рабочим, чтобы они не утаивали находок, а поскольку планы строились на несколько лет, Питри начал сооружение стационарной базы. Дом строили с расчётом на большую команду учёных и заезжих туристов. Абидос считался криминогенным районом, но в целом за все годы раскопок инцидентов не было, за исключением случайного выстрела в Хильду, оставшегося без последствий. После окончания сезона Хильда совершила с подругами велосипедное путешествие, тогда как Флиндерс принимал почётную степень в Кембридже и позировал Джорджу Уоттсу. Далее Питри решили снять отдельный дом в Хампстеде на Уэлл-роуд, достаточно просторный, чтобы разместить хозяйскую библиотеку и коллекции. Хозяйство вела экономка; на зимний триместр, когда хозяева находились на раскопках, в дом пускали жильцов. Он был достаточно уютным, чтобы восстанавливаться после полевого сезона в Египте.

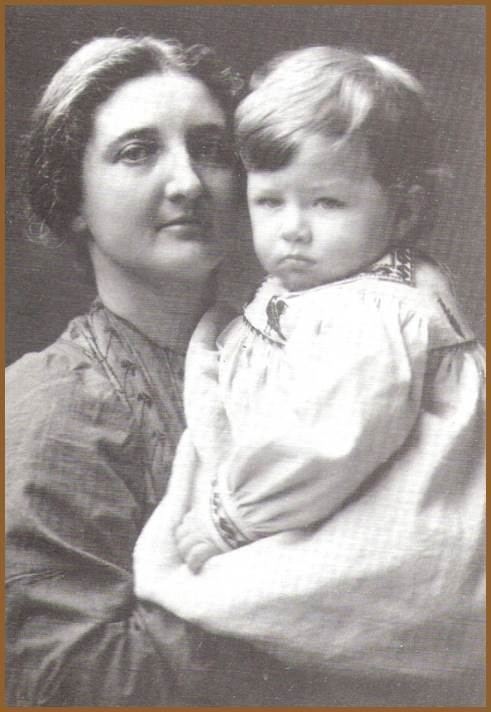
Хильда Питри с сыном Джоном

В 1905 году Питри создал на базе египтологического департамента Британскую археологическую школу в Египте, всё руководство которой составляли они с Хильдой. Школа мыслилась как собрание единомышленников, которые будут овладевать профессией во время раскопок. Сам Флиндерс местом работы Школы на несколько лет вперёд избрал Мемфис. К тому времени супруги девять лет жили вместе, так и не имея детей, в основном из-за боязни Хильды. Тем бо́льшим сюрпризом оказалась в 1906 году беременность миссис Питри: Флиндерс писал отцу, что страхи Хильды исчезли за год или два до того. Сам он не мог отменить раскопочный сезон, дом сдали хорошему знакомому до марта, а саму Хильду поселили в семействе друзей, где она всегда пребывала под присмотром без бытовых и служебных забот. 26 апреля 1907 года, вскоре после возвращения Флиндерса из Египта, Хильда родила сына Джона Флиндерса. Радость новоиспечённых родителей была омрачена чередой смертей: через шесть недель умер Ричард Урлин — отец Хильды. Уильям Питри-старший со своей второй женой Зелией приехал в Лондон, чтобы увидеть внука; он скончался следующей весной в 87-летнем возрасте, когда Флиндерс вновь раскапывал памятники Египта. Хильда побывала на похоронах свёкра. Два года, проведённых ею вне раскопок, были тяжелы, так как, помимо младенца-сына, она активно занималась корректурами, рассылкой писем жертвователям и множеством иных дел. Только в зимний сезон 1908 года, оставив Джона на попечении няньки, Хильда отправилась на раскопки. Как обычно у археологов той эпохи, оба Питри поселились в гробнице в Курне, Хильда стала копировать стенные росписи и рельефы, но пробыла на раскопе семь недель, ибо вновь забеременела. Энн Питри появилась на свет в августе 1909 года.
Лишь с 1915 года из-за Первой мировой войны оба родителя смогли заняться воспитанием собственных детей. Флиндерс охотно играл и гулял с Джоном и Энн, посещал сына в школе (подготовительная школа Университетского колледжа в Хампстеде), учил его плотницкому и столярному делу, игре в нарды и шахматы. Питри впервые получил достаточно времени, чтобы обставить дом. Он любил играть на фортепиано, предпочитая Баха, Бетховена и Гайдна, однако никогда не выдерживал темпа и часто ошибался. Чаще Флиндерс просто читал партитуры для собственного удовольствия. Джаза хозяин дома не переносил совершенно, как и граммофонов. Дом на Уэлл-роуд был отделан знакомыми художниками-прерафаэлитами, на стенах висели гравюры с полотен Альма-Тадемы, Уоллиса, Ханта и Уоттса, уже умерших ко времени оседлой жизни семьи Питри. Летние каникулы в 1917—1919 годах семья проводила вместе в сельской Англии, где Флиндерс проводил раскопки. На Пасху 1918 года Питри переехали в дом № 5 на Кэннон-плейс, который ныне отмечен памятной доской. Это было нелёгкое предприятие из-за объёма библиотеки и коллекций хозяина. С возрастом бытовые привычки Флиндерса превращались в эксцентричность: в доме запрещалось пользоваться телефоном, звонки и разговоры по которому раздражали хозяина. Питри редко выбирался на концерты симфонической музыки, а театр во всеуслышание объявлял «легкомыслием»; чтение художественной литературы и просмотр спортивных матчей проходили по категории «потерянного времени». Точно такой же была и его бережливость: хозяин дома со всей серьёзностью утверждал, что для хорошего мытья достаточно пяти дюймов воды в ванне.
Во время войны Хильда активно занималась общественной деятельностью. Она была избрана почётным секретарём женской организации Шотландских госпиталей, а также участвовала в медицинском обеспечении сербской дивизии Русского экспедиционного корпуса. За это миссис Питри была награждена сербским орденом Св. Саввы. В 1915 году чета Питри познакомилась с Томашем Масариком, который стал их соседом в Хампстеде; около года в доме археологов проживали два студента-беженца из Праги. В дальнейшем эта дружеская связь не прерывалась, и в 1929 году Хильда с дочерью Энн побывала в Чехословакии на правах гостьи президента, а также организовала несколько туров британских учёных в научные центры Праги. Непосредственной организацией туров занималась археолог Ольга Тафнелл.
В сентябре 1919 года 66-летний Питри подал прошение Службе древностей Египта о возобновлении раскопок в Лахуне (к работам на этом городище археолог возвращался в течение четверти века). Разрешение было получено. Джона и Энн отдали в школу-интернат, открыв для их нужд банковские счета и выписав доверенность на оплату школьных расходов. На рождественские каникулы они должны были отбыть к бабушке Урлин в Хампстед. Очень тяжёлым оказался раскопочный сезон 1921 года в Асьюте, когда восставшие египтяне убивали британских военнослужащих, в боях применялись пулемёты. Археологам срочно пришлось перебазироваться в Оксиринх и заложить запасы консервов и воды в прочных контейнерах в тайники, обустроенные в древних гробницах; однако на осадное положение переходить так и не потребовалось. 25 июля 1923 года Флиндерс Питри удостоился рыцарского звания «за заслуги перед Египтом». В дневнике учёного помещена запись в телеграфном стиле, что посвящение прошло в Букингемском дворце в половине одиннадцатого утра. Хильда с тех пор именовалась леди Питри.

### Хильда Питри и стратегия раскопок

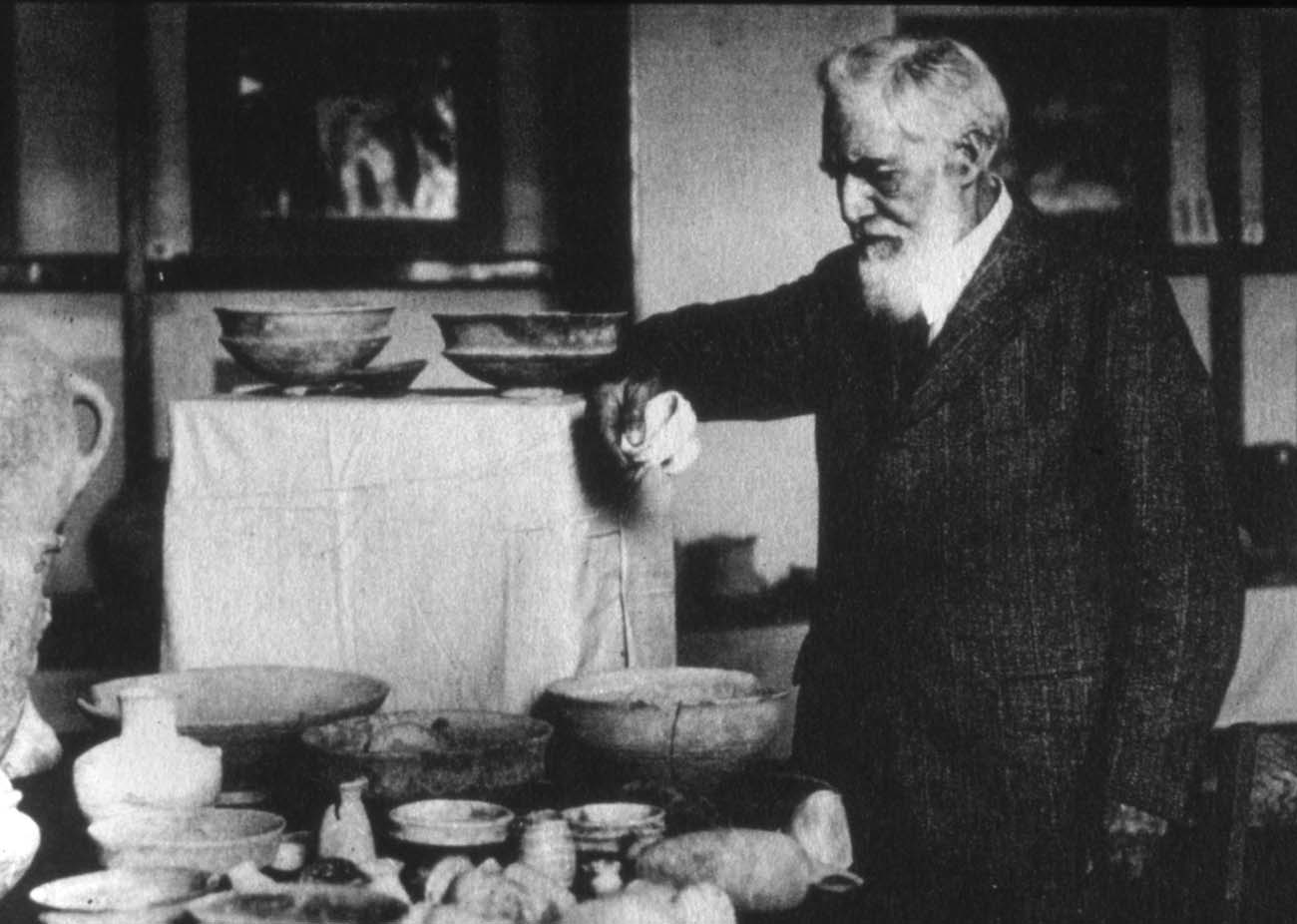
Питри с предметами из Телль-эль-Фара

Как отмечала археолог Рейчел Спаркс, Питри «повезло», что в Хильде он обрёл не только помощницу-энтузиаста, равную ему в трудолюбии и преданности делу, но и талантливого администратора и специалиста по рекламе. Именно она взяла на себя неблагодарную миссию «поддержания мужа на плаву», то есть постоянного отыскивания средств на дальнейшие раскопки. Помимо собственно логистики археологической деятельности, работа обоих Питри была неотделима от выплат стипендий студентам Археологической школы, расходов на содержание египетских и палестинских рабочих и так далее. В эдвардианскую и георгианскую эпохи археологи имели мало возможностей для финансирования, и Питри никогда не мог рассчитывать на постоянный источник, который удовлетворял бы все его запросы. Пресловутая экономия на грани скупости, присущая Флиндерсу, стала порождением постоянной необходимости минимизировать бюджет, так как много средств поглощала оперативная публикация результатов раскопок и находок.
При основании Британской археологической школы в Египте управленческий аппарат состоял из самого Флиндерса и Хильды, которая работала исполнительным секретарём. После переноса в 1926 году деятельности Школы в Палестину Питри включил в состав попечительского совета хорошо знавших его людей, в основном музейных кураторов и коллег-археологов, в том числе Джорджа Рейснера, Перси Ньюберри и Леонарда Вулли. Из политиков первой величины Питри покровительствовали виконт Эдмунд Алленби и барон Джордж Ллойд, бывший комиссар Египта. Долгие годы основным источником финансирования Питри были не гранты, а перепродажа доли древностей, полученных на раскопках; иногда под будущие находки музеи, сотрудничавшие с Археологической школой, выдавали авансы. Открытие гробницы Тутанхамона привело к ужесточению египетского законодательства; правительство явно стремилось прекратить всякую торговлю древностями и установить монополию на раскопки. Уже в 1923 году Питри (неудачно) попытался подать заявку на концессию в Ливане, последний проект, финансируемый Британской школой в Египте, завершился в 1927 году, а сам Флиндерс начал раскопки в Палестине годом ранее. Разрабатывая рекламную стратегию, Питри выстраивал аргументацию по двум направлениям. Во-первых, Палестина позиционировалась как «пограничный Египет», то есть поле для исследования древнеегипетской цивилизации со стороны ближайших соседей. Во-вторых, Питри мог в полной мере использовать арсенал библейской археологии, так как и сам являлся христианским фундаменталистом, и многие из его коллег и друзей пришли в археологию, стремясь доказать историчность событий, описанных в Библии. Хильда Питри особенно преуспела в использовании библейских аллюзий и в 1933 году посвятила этой тематике небольшую книгу «Заметки на полях Библии». В её публикациях Питри то пытался отыскать «штаб-квартиру телохранителей царя Давида», то «гробницы владык филистимлянских», противостоявших Самсону. Впрочем, судя по частной переписке, Флиндерс и Хильда были вполне искренними в своих убеждениях, в противном случае Питри не сделал бы огромного числа неверных отождествлений, например, объявив Телль-эль-Аджул древней Газой. Даже в некрологах Флиндерса использовались формулы наподобие: «Сэр Флиндерс Питри доказал, что Библия верна» (Evening Standard) или «Он доказал истинность Библии, раскапывая руины» (Daily Sketch).
Хильда Питри была незаменима при сборе средств, ибо обладала обаянием и была способна, по словам Маргарет Мюррей, «самую скучную тему сделать захватывающей». Супруга археолога из принципа не пользовалась пишущей машинкой и вела переписку от руки, равно как в своих публикациях и лекциях была способна показать «человеческое лицо прошлого». Несколько полевых сезонов 1920-х годов она провела в Англии, что способствовало росту числа подписчиков Школы. Например, одна её лекция на Всемирном евангелическом альянсе принесла в 1929 году 233 фунта стерлингов прибыли. Ритм жизни Флиндерса Питри устоялся ещё в 1880-е годы: раскопки начинались в ноябре или декабре, завершаясь в феврале или марте. За это время как минимум одна публикация о ходе раскопок публиковалась в The Times или The Illustrated London News. После возвращения начиналась подготовка выставки находок, освещаемая в тех же изданиях. В 1929 и 1930 годах Хильда впервые использовала для этих же целей радио. Для продвижения выставок в мае — июне Питри неизменно проводил три бесплатные публичные лекции. В его лекционных турне в 1930—1933 годах участвовали коллеги, включая Говарда Картера, Леонарда Вулли и библеиста Авраама Яхуда. Маргарет Мюррей в 1934 году за шесть лекций набрала более 500 фунтов стерлингов пожертвований. Хильда неизменно проводила циклы лекций в Манчестерском музее. Выставка новых открытий открывалась в июле и неизменно сопровождалась продажами находок в музеи или частные коллекции. Например, зимой 1928 года Флиндерс продал с молотка образцы коптского текстиля, которыми владел ещё с 1880-х годов. В 1933 году давний подписчик журнала Ancient Egypt преподобный Поттер завещал Археологической школе 106 фунтов стерлингов, но это было единственным в своём роде событием.

### Годы в Иерусалиме

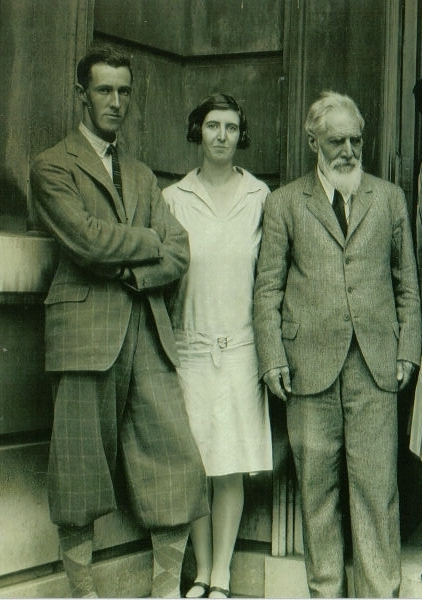
Флиндерс Питри с учениками Дж. Хардингом и Тафнелл, Ольга

Во второй половине 1920-х годов медики запретили Питри проводить зиму в Англии: в предшествующие сезоны он подолгу болел простудными заболеваниями. Зимний сезон 1927—1928 года археолог провёл в Риме, где остановился на пять месяцев в пансионе близ Британской археологической школы, чьими фондами мог свободно пользоваться. Его навестил сын Джон, а сам Флиндерс начал написание автобиографии. В Риме учёный зимовал и в сезон 1929 года. В 1930 году отмечался полувековой юбилей раскопочной деятельности Питри в Египте. В 1931 году Флиндерс Питри подал заявление на переселение в Палестину и получил гражданство; после предстоящей в 1933 году отставки Питри принял решение провести оставшиеся годы в Иерусалиме. Последнюю лекцию в Лондоне он прочитал 29 июня 1933 года и сразу же отправил библиотеку из Кэннон-плейс на Землю Обетованную. Большая часть мебели и книг была распродана, а дом сдан внаём. В Иерусалиме Хильда и Флиндерс сначала жили в пансионе близ церкви Св. Георгия, а потом, как обычно, отправились на раскопки в Телль-эль-Аджул, где проработали четыре сезона. В 1934 году супруги купили старый автобус и отправились в 1200-мильное путешествие по археологическим раскопкам Ливана и Сирии.
С июня 1935 года супруги Питри проживали в здании Американской школы востоковедения в Иерусалиме, где располагали комнатой с видом на Елеонскую гору. Расходы на проживание были минимальны, чета Питри, как и весь персонал Школы, столовалась сообща, а пятичасовой чай подавали в саду. Кроме домашней библиотеки, были доступны книжные собрания Британской и Американской школ и библиотека Французской археологической школы при доминиканском монастыре. Впервые в жизни у Флиндерса Питри образовалось достаточно досуга, чтобы регулярно посещать концерты классической музыки. Осенью он согласился на туристическую поездку со всеми удобствами через Дамаск в Триполи, что обошлось Флиндерсу и Хильде в 1 фунт стерлингов в день. Последние раскопки в Телль-эль-Аджуле прошли в 1936 году и более не возобновлялись из-за еврейско-арабского конфликта. На своё 86-летие Питри писал дочери, что заканчивает рукопись пятого тома описания раскопок в Газе, для которого Хильда осуществляла иллюстрирование и черчение карт.
Несмотря на то, что Питри с трудом передвигался, супруги и в 1939 году планировали работы, и Хильда в послесловии к книге Флиндерса «Создание Египта» призывала учёную публику мобилизовать средства, ибо прекращение выставок в Лондоне привело к критическому падению числа жертвователей Археологической школы. Начало войны в Европе похоронило все планы. Несколько раз престарелый археолог читал лекции британским военным, однажды выступив в военном лагере в Нетании. Не радовали и новости из Европы: галерея, в которой хранились коллекции Музея Питри, оказалась уничтожена немецкой авиабомбой. Сын Флиндерса и Хильды Джон Питри при эвакуации из Дюнкерка попал в немецкий лагерь для военнопленных, в котором и пребывал до конца войны. Когда позволяла ситуация, родители отправляли ему письма и посылки через Красный Крест. 26 октября 1940 года Флиндерс попал в Правительственный госпиталь с сильнейшим малярийным приступом, после которого уже не покидал стен больницы. 21 месяц оставшейся ему жизни Питри почти не вставал с постели, его вывозили на прогулку в инвалидной коляске; благодаря сеансам массажа он иногда мог подняться и обойти кровать. 89-летний Флиндерс Питри тихо скончался вечером 28 июля 1942 года. Хильду заблаговременно вызвали в больницу, и она провела с супругом последний день его жизни и присутствовала при кончине. Ещё при госпитализации археолог завещал передать свою голову Королевскому колледжу хирургов в Лондоне «как образец типично британского черепа»; сразу после кончины голова была отделена от тела лично заведующим больницей доктором Томпсоном и помещена в бальзамировочную жидкость. Захоронение прошло на Протестантском кладбище на горе Сион; гроб покрыли британским флагом, его сопровождали шесть констеблей. Простое надгробие ориентировали к восходящему солнцу, на грубо обработанном камне поместили только имя «Флиндерс Питри» и над ним знак анха. В панихиде приняли участие представители власти, делегаты Еврейского университета и Ордена доминиканцев.
Из-за военных действий банка с заспиртованной головой Ф. Питри оставалась в Иерусалиме до 1945 года, пока её не отвёз в Лондон директор палестинской Службы древностей Р. Гамильтон. Леди Питри в 1948 году сделала запрос, осуществлялось ли исследование мозга, и получила заверение, что он «стал предметом изучения». В действительности этикетка и сопроводительные документы были утеряны, и голова учёного оставалась неопознанной до 1977 года; никаких действий над ней не производили.

## Возвращение в Англию (1947—1956)

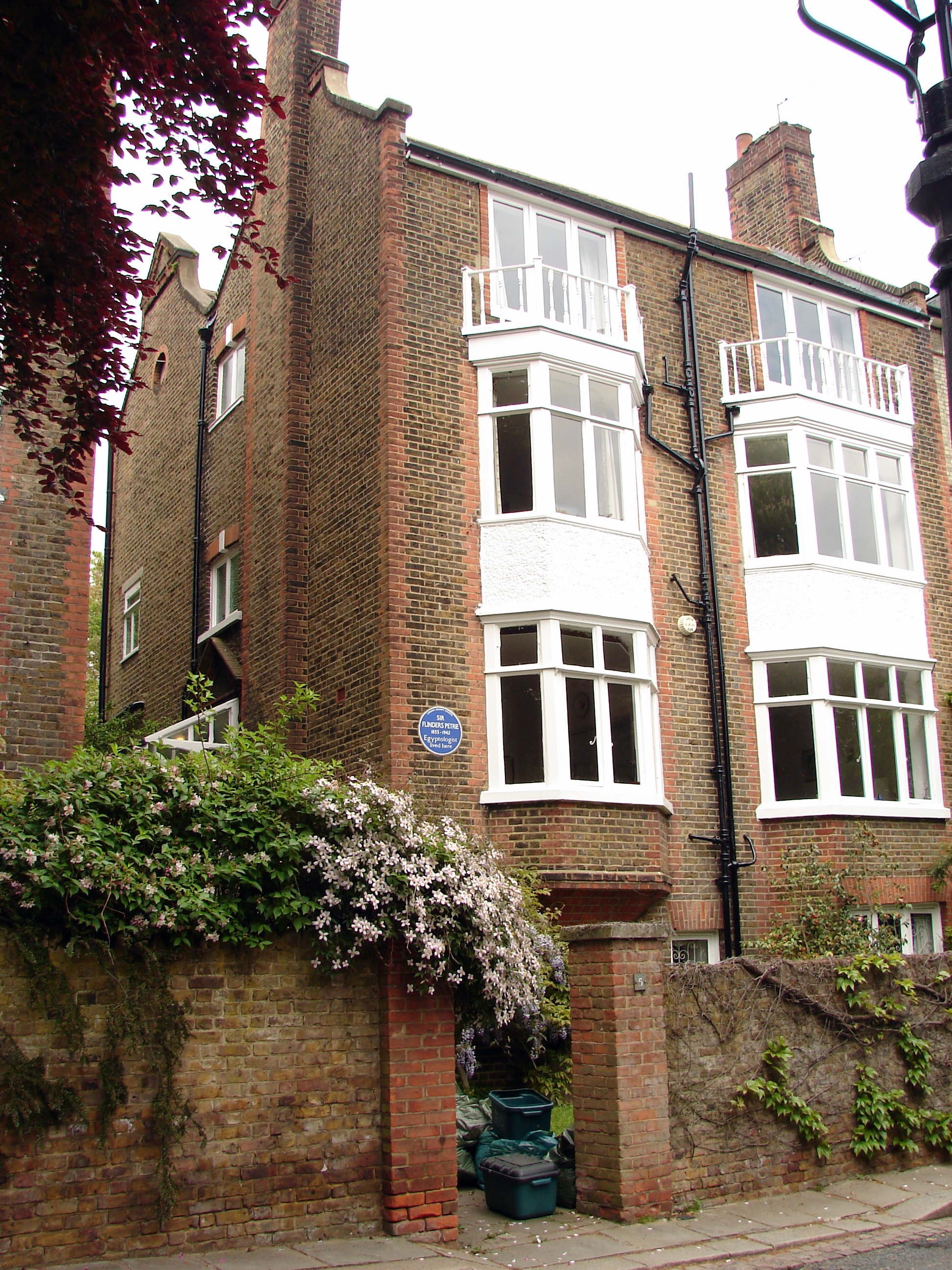
Дом в Камдене, в котором семейство Флиндерса Питри квартировало после 1918 года. Отмечен памятной доской синего цвета

Овдовевшая Хильда Питри по-прежнему квартировала в Американской школе, готовя к публикации подготовленные рукописи мужа и пытаясь пристроить его библиотеку: по завещанию Флиндерса, она должна была перейти одной из арабских стран. В конце концов полторы тысячи томов приняло правительство Судана. Чтобы отвлечься, Хильда водила экскурсии по Старому Иерусалиму, неизменно в расшитом восточном платье и сандалиях, но с непокрытой головой. В сентябре 1946 года дочь Энн взяла отпуск и отправилась к матери в Иерусалим, застав её за каталогизацией архива. Поскольку возобновились арабо-еврейские боевые действия, было решено перевезти Хильду и всё имущество в Англию. Место на морском конвое забронировали на март 1947 года, однако из-за вспышки насилия всех женщин — граждан Британии — эвакуировали в Каир самолётом с одной единицей ручной клади. Впрочем, ящики с архивом и археологическими находками благополучно нашли хозяйку, и дальнейшей переезд в Лондон обошёлся без приключений. Хильда возобновила старые знакомства и занялась ликвидацией дел уже нефункционировавшей Британской археологической школы, чтобы на вырученные средства завершить печатание трудов Флиндерса Питри. К 1952—1953 годам Хильда выпустила пятый том «Древней Газы» и каталог шиферных палеток, а также собственные прорисовки саккарских рельефов, выполненные ещё в 1904 году. Официальная ликвидация Британской археологической школы в Египте прошла в 1954 году: вырученные средства образовали стипендиальный фонд памяти сэра Флиндерса Питри. К тому времени 82-летнюю Хильду возили в инвалидном кресле.
Джон Питри после освобождения из концентрационного лагеря и демобилизации устроился учителем математики в Дарлингтонской школе, где познакомился с учительницей Анной Грант, на которой женился. Внучку Лизетту представили на праздновании 100-летия со дня рождения Флиндерса Питри 17 июня 1953 года; торжества пришлось перенести на две недели из-за коронации Елизаветы II. Ухаживала за Хильдой дочь Энн, которая так и не вышла замуж. В 1955 году состояние здоровья леди потребовало госпитализации. После инсульта в 1956 году Хильда Питри утратила речь и затем скончалась в больнице Лондонского университетского колледжа.

## Память
Некролог леди Питри опубликовала в лондонской «Таймс» Маргарет Мюррей; откликнулась и Ольга Тафнелл, а также коллеги-археологи в ряде профессиональных изданий.
По мнению историка-искусствоведа Маргарет Кул Рут, история жизни Хильды Питри хорошо иллюстрирует ситуацию с женщинами-археологами, которые оказались «задвинуты в тень» их мужей или начальников. В двух первых изданиях справочника «Кто есть кто в египтологии» (выпущенных в 1951 и 1972 годы), который претендовал на охват вообще всех исследователей, которые имели хоть какое-то отношение к Древнему Египту после 1500 года, леди Питри не упоминалась вовсе. Точно так же Хильда Питри не удостоилась упоминания в обзорных историях американской и британской египтологии, изданных в 1960—1970-х годах. С особым негативизмом М. Рут оценивала замалчивание роли викторианских женщин-археологов в фундаментальном труде Б. Фейгана «Нильское разграбление». После того, как в истории археологии началось применение феминистской критики, оказалось, что сам Флиндерс Питри очень высоко оценивал вклад Хильды в собственные исследования и даже посвятил ей свои мемуары (первое издание 1931 года): «Моей жене, от которой зависела бо́льшая часть дела моей жизни». Хотя археолог был известен резкостью и пренебрежительным отношением к окружающим, но в книге мемуаров он заявлял, что без Хильды не смог бы создать Британской археологической школы, не говоря о том, что на ней лежали вся бухгалтерия раскопочных экспедиций и рисование чертежей и планов. О многолетней помощнице Маргарет Мюррей, которая фактически руководила Школой и преподавала египетский язык, он в буквальном смысле упомянул одной строкой. Подробное жизнеописание Х. Питри Маргарет Дроуэр поместила в биографию её мужа, не усматривая негативизма в «теневой роли» Хильды.